# ياتيد نيئيمان (صحيفة إسرائيلية)
يَاتِيد نِيئِمَان (بالعبرية: יָתֵד נֶאֱמָן) صحيفة إسرائيلية يوميةٌ، على أنها لا تصدُر يوم السبت، ما يشير إلى توجهها الدينيِّ اليهوديِّ، الحَرِيدِيِّ بالخصوص. مقرها في بَنِي بَرْقٍ شرقَ تلِّ أبيب. كانت لها نسخة باللغة الإنكليزية تصدر في إسرائيل وتوزَّع فيها وفي جنوب إفريقيا وبريطانيا إلى أن توقف نشرها في دجنبر 2006.